# Hedjour
Hedjour est un dieu lunaire dont la forme divine se manifeste dans un singe cynocéphale. Il possédait les mêmes attributs et pouvoirs que son successeur territorial, Thot, qui l'absorba.
Divinité très ancienne, originaire du nome d'Hermopolis en Haute-Égypte, il apparaît dans les textes des pyramides identifié à Thot ; il en acquit les particularités et fut ainsi représenté comme un cynocéphale.
Il porte les titres « Taureau des Étoiles », « Chef d'Hermopolis » et « Le Plus grand des Cinq », cette dernière dénomination le mettant en relation directe avec cinq divinités assimilées à Isis, Osiris, Seth, Nephtys, Haroéris, comme représentantes des jours épagomènes.
Il est également chargé d'ouvrir les portes de la Douat pour que l'astre effectue son parcours quotidien. Sous son aspect funéraire, il adore le soleil chaque matin, en analogie avec le comportement des singes au lever de cette étoile diurne, et il est mentionné durant le règne d'Akhénaton.
Comme la plupart des anciens dieux de Haute Égypte, il prend part dans bon nombre de festivités, et porte le titre de « Seigneur des Jubilés » ; on en déduit son importance dans les cérémonies de régénération, où on lui faisait des offrandes de grains et boissons.